# Талтос
«Талтос» (англ. Taltos) — третий, заключительный роман трилогии «Мэйфейрские ведьмы» американской писательницы Энн Райс. 

## Сюжет
Эшлер — последний из чистокровных Талтосов. Он помнит историю Талтосов, так как был когда-то их вождём и сам того не желая погубил свой народ. Встреча с могущественными ведьмами из семьи Мэйфейр даёт ему шанс воссоздать свой род и избавиться от проклятия женщины-Талтос Жанет, которую он когда-то любил и которая пошла против его воли.